# Revaz Mindorashvili
Revaz Mindorashvili (in georgiano რევაზ მინდორაშვილი?; Gurjaani, 1º luglio 1976) è un lottatore georgiano nella categoria 84 kg.
Nel 2008 è vincitore della medaglia d'oro a Pechino 2008, conquistando così il suo primo podio in un'olimpiade.
Attualmente i suoi allenatori sono Marlen Osakmashvili, che lo segue dal 1994 e Dato Gonashvili, suo primo e vero allenatore che lo portò nel mondo della lotta professionistica nel 1992.

## Carriera
Mindorashvili fa il suo debutto nella lotta professionistica il 5 giugno 1998 nel campionato mondiale universitario di lotta tenutosi ad Ankara; in questo torneo Mindorashvili arriva quarto su sei partecipanti.
Nel 1999 partecipa al suo primo campionato europeo ma non va oltre il tredicesimo posto; l'anno seguente partecipa a due tornei per la qualificazione alle olimpiadi di Sydney, ma fallisce l'obiettivo arrivando una volta undicesimo e una volta tredicesimo.
Il 2001 inizia con un ottavo posto agli europei di Budapest. Pochi mesi dopo riesce a strappare anche un settimo posto ai mondiali, iniziando così la propria ascesa. Infatti l'anno seguente il georgiano conquista la sua prima medaglia di bronzo agli europei tenutisi a Baku nella categoria 84 kg; prima di questa medaglia aveva sempre gareggiato nella categoria 76 kg. Sempre nel settembre dello stesso anno Mindorashvili riesce a migliorare la propria posizione ai mondiali, giungendo sesto.
Il 2003, invece, si apre sotto il segno del primo oro; agli europei di Riga infatti, Revazi ottiene un meritatissimo primo posto battendo in finale l'armeno Mahmed Aghaev. Pochi mesi più tardi ottiene un'altra medaglia, questa volta di bronzo, conquistata ai mondiali di New York.
L'anno successivo perde il titolo di campione d'Europa passando il testimone al turco Gökhan Yavaser. Nello stesso anno si svolgono le olimpiadi ad Atene ed il debuttante Mindorashvili riesce ad ottenere soltanto un tredicesimo posto.
Nel 2005 Mindorashvili perde ancora posizioni in Europa arrivando quinto, perdendo proprio nella finale per il bronzo. La brutta prestazione agli europei viene però riscattata con l'oro ai mondiali di Budapest.
Il 2006, al campionato europeo di Mosca il georgiano timbra una delle sue peggiori prestazioni perdendo il match d'esordio e arrivando diciottesimo su diciannove partecipanti. Peggio di lui riesce a fare solo lo slovacco Peter Lapšanský che va a perdere proprio con Mindorashvili. Nel settembre dello stesso anno, ai campionati mondiali, Revazi perde anche la corona di campione del mondo venendo sconfitto dal russo Sazhid Sazhidov.
L'anno successivo non decreta alcun miglioramento; durante la coppa del mondo tenutasi a Krasnojarsk, in Russia, Mindorashvili perde il suo primo incontro ottenendo solamente un quinto posto su sei partecipanti. Poco più tardi farà male anche ai campionati mondiali; arriva trentesimo su quarantasei partecipanti.
Il 2008 però è l'anno della rinascita e della gloria: dapprima, ai campionati europei di Tampere arriva secondo perdendo soltanto contro il russo Georgy Ketoev, lottatore che già da un anno dominava la scena; quindi vince l'oro alle Olimpiadi di Pechino.
Nell'incontro d'esordio batte il tedesco Davyd Bichinashvili per 6-5, con il tedesco in vantaggio solo nel primo round. Poi supera l'armeno Harutyun Yenokyan per 4-0 e giunge in semifinale dove ad attenderlo c'è proprio quel Georgy Ketoev che gli aveva negato il secondo oro europeo pochi mesi prima. Questa volta il georgiano sembra avere una marcia in più: 4-0 il primo round con il russo che, prima della fine del secondo round, alza bandiera bianca e si ritira.
L'avversario in finale è il tagiko Yusup Abdusalomov, che in tre incontri non ha nemmeno subito un punto. Con il primo round in favore del tagiko (3-2 il parziale), Mindorashvili è abile a ribaltare la situazione con un 3-0 nel secondo round e infine ad aggiudicarsi il titolo olimpico con un parziale di 4-0 negli ultimi due minuti.

## Palmarès

### Giochi olimpici
- 2008 - Giochi della XXIX Olimpiade - Medaglia d'oro nella categoria 84 kg.

### Campionati mondiali di lotta
- 2003 - New York - Medaglia di bronzo nella categoria 84 kg.
- 2005 - Budapest - Medaglia d'oro nella categoria 84 kg.
- 2006 - Guangzhou - Medaglia d'argento nella categoria 84 kg.

### Campionati europei di lotta
- 2002 - Baku - Medaglia di bronzo nella categoria 84 kg.
- 2003 - Riga - Medaglia d'oro nella categoria 84 kg.
- 2006 - Ankara - Medaglia d'argento nella categoria 84 kg.
- 2006 - Tampere - Medaglia d'argento nella categoria 84 kg.